# Aleksandra Krunić
Aleksandra Krunić (serbisch-kyrillisch Александра Крунић; * 15. März 1993 in Moskau, Russland) ist eine serbische Tennisspielerin.

## Karriere
Krunić begann das Tennisspielen mit sieben Jahren bei Spartak Moskau, wo auch spätere Tennisstars wie Anna Kurnikowa, Anastassija Myskina, Marat Safin, Igor Andrejew und viele andere mit dem Tennis begonnen haben. In dieser Zeit wurde sie von Edouard Safonov trainiert. 2006 erreichte sie das Halbfinale des Juniorenwettbewerbs des Kremlin Cup, das sie gegen die Bulgarin Dalia Zafirova verlor. Im folgenden Jahr gewann sie die Juniorinnenwettbewerbe in Podgorica, Livorno und Maia. 2008 stand sie im Viertelfinale der europäischen Juniorenmeisterschaften in Moskau und gewann den Juniorinnenwettbewerb in Budapest. 2009 spielte sie bei allen Grand-Slam-Turnieren sowohl die Einzel- als auch die Doppelwettbewerbe. Im April 2009 erreichte sie mit Position 17 ihre beste Platzierung in der Juniorinnen-Weltrangliste. Im selben Jahr stand sie zusammen mit Sandra Zaniewska bei den Juniorinnen im Doppelfinale der US Open. Zusammen mit Bojana Jovanovski und Doroteja Erić nahm sie mit dem serbischen Team an den Europameisterschaften teil, die von der ITF und Tennis Europe veranstaltet wurden.
Als Mitglied von Roter Stern Belgrad gewann Krunić die serbischen Tennismeisterschaften. Am 6. Juli 2008 gewann sie als jüngste Titelgewinnerin des Jahres das Turnier von Prokuplje. Im Oktober 2008 spielte sie zwei ITF-Turniere in Dubrovnik.
Im Juli 2009 gewann Krunić an der Seite von Ema Polić ihren ersten ITF-Titel im Doppel. Im August 2009 qualifizierte sie sich für das ITF-Turnier in La Marsa, bei dem sie in der zweiten Runde Francesca Mazzali mit 3:6, 2:6 unterlag. Beim Turnier in Velenje gewann sie ihren zweiten ITF-Einzeltitel. Am 14. September erschien Krunić erstmals in der Weltrangliste (Position 795), am 18. Oktober gewann sie in Dubrovnik ihren dritten ITF-Einzeltitel.
Im Januar 2010 folgte ihr vierter ITF-Einzeltitel in Quanzhou. Im Mai gewann sie in Moskau den Einzeltitel und stand im Finale des Doppelwettbewerbs. Ihr erstes Match auf der WTA Tour bestritt Krunić bei den Banka Koper Slovenia Open, bei denen sie 2010 an der Seite von Jelena Janković antrat und bis ins Halbfinale vorstoßen konnte. Sie besiegten Sessil Karatantschewa und Anna Tatischwili in der ersten Runde mit 6:3 und 6:4 und im Viertelfinale die an Position 4 gesetzten Eleni Daniilidou und Jasmin Wöhr mit 4:6, 6:4, [10:6]; zum Halbfinale gegen Marija Kondratjewa und Vladimíra Uhlířová konnten sie wegen einer Verletzung von Janković nicht antreten.
Ihr erstes Einzel auf der WTA Tour spielte Krunić 2011 beim Poli-Farbe Budapest Grand Prix.
Ihren bislang größten Erfolg feierte sie 2014 bei den US Open, als sie sich über die Qualifikation bis ins Achtelfinale spielte; dort unterlag sie der früheren Weltranglistenersten Wiktoryja Asaranka knapp mit 6:4, 4:6 und 4:6. Nur zwei Wochen später gewann sie in Taschkent an der Seite von Kateřina Siniaková aus Tschechien ihren ersten WTA-Titel.
Für die Play-off-Spiele im Fed Cup gegen Spanien wurde Krunić von Coach Dejan Vraneš zum ersten Mal für das serbische Team nominiert. Serbien gewann die Begegnung mit 4:0 durch je zwei Siege von Jelena Janković und Ana Ivanović gegen Anabel Medina Garrigues und María José Martínez Sánchez. Krunić debütierte am 25. April 2009 im Doppel an der Seite von Ana Jovanović gegen Nuria Llagostera Vives und Lourdes Domínguez Lino. Die Spanierinnen führten mit 6:2, 1:0, als die Partie wegen Regen abgebrochen wurde. In Krunićs Billie-Jean-King-Cup-Bilanz stehen 28 Siege und 14 Niederlagen zu Buche.

## Turniersiege

### Einzel
| Nr. | Datum             | Turnier          | Kategorie         | Belag             | Finalgegnerin          | Ergebnis         |
| --- | ----------------- | ---------------- | ----------------- | ----------------- | ---------------------- | ---------------- |
| 1.  | 6. Juli 2008      | Prokuplje        | ITF $10.000       | Sand              | Tanja Germanliewa      | 6:4, 6:1         |
| 2.  | 30. August 2009   | Velenje          | ITF $10.000       | Sand              | Nika Ožegović          | 6:3, 6:1         |
| 3.  | 18. Oktober 2009  | Dubrovnik        | ITF $10.000       | Sand              | Karin Morgošová        | 6:0, 6:3         |
| 4.  | 10. Januar 2010   | Quanzhou         | ITF $50.000       | Hartplatz         | Zhou Yimiao            | 6:3, 7:5         |
| 5.  | 23. Mai 2010      | Moskau           | ITF $25.000       | Sand (Halle)      | Natalia Ryschonkowa    | 6:4, 4:6, 6:2    |
| 6.  | 24. Juni 2012     | Lenzerheide/Lai  | ITF $25.000       | Sand              | Chiara Scholl          | 6:3, 6:3         |
| 7.  | 10. März 2013     | Irapuato         | ITF $25.000       | Hartplatz         | Olha Sawtschuk         | 7:64, 6:4        |
| 8.  | 8. September 2013 | Trabzon          | ITF $50.000       | Hartplatz         | Stéphanie Foretz Gacon | 1:6, 6:4, 6:3    |
| 9.  | 21. Dezember 2014 | Ankara           | ITF $50.000       | Hartplatz (Halle) | Oqgul Omonmurodova     | 3:6, 6:2, 7:64   |
| 10. | 11. Juni 2017     | Bol              | WTA Challenger    | Sand              | Alexandra Cadanțu      | 6:3, 3:0 Aufgabe |
| 11. | 17. Juni 2018     | ’s-Hertogenbosch | WTA International | Rasen             | Kirsten Flipkens       | 6:70, 7:5, 6:1   |

### Doppel
| Nr. | Datum              | Turnier           | Kategorie         | Belag        | Partnerin            | Finalgegnerinnen                              | Ergebnis         |
| --- | ------------------ | ----------------- | ----------------- | ------------ | -------------------- | --------------------------------------------- | ---------------- |
| 1.  | 12. Juli 2009      | Prokuplje         | ITF $10.000       | Sand         | Ema Polić            | Aleksandra Josifoska Cristina-Madalina Stancu | 6:2, 7:63        |
| 2.  | 24. Juni 2012      | Lenzerheide/Lai   | ITF $25.000       | Sand         | Ana Vrljić           | Xenija Lykina Isabella Schinikowa             | 6:2, 6:4         |
| 3.  | 28. April 2013     | Tunis             | ITF $25.000       | Sand         | Katarzyna Piter      | Réka Luca Jani Jewgenija Paschkowa            | 6:2, 3:6, [10:7] |
| 4.  | 11. August 2013    | Izmir             | ITF $25.000       | Hartplatz    | Katarzyna Piter      | Kristi Boxx Abigail Guthrie                   | 6:2, 6:2         |
| 5.  | 15. September 2013 | Trabzon           | ITF $50.000       | Hartplatz    | Oksana Kalaschnikowa | Ani Amiraghjan Dalila Jakupović               | 6:2, 6:1         |
| 6.  | 27. Juli 2014      | Rokietnica-Sobota | ITF $50.000       | Sand         | Barbora Krejčíková   | Anastasija Wassyljewa Maryna Zanevska         | 3:6, 6:0, [10:6] |
| 7.  | 13. September 2014 | Taschkent         | WTA International | Hartplatz    | Kateřina Siniaková   | Margarita Gasparjan Alexandra Panowa          | 6:2, 6:1         |
| 8.  | 29. April 2016     | Rabat             | WTA International | Sand         | Xenia Knoll          | Tatjana Maria Ioana Raluca Olaru              | 6:3, 6:0         |
| 9.  | 12. Januar 2019    | Sydney            | WTA Premier       | Hartplatz    | Kateřina Siniaková   | Eri Hozumi Alicja Rosolska                    | 6:1, 7:63        |
| 10. | 16. Juni 2019      | ’s-Hertogenbosch  | WTA International | Rasen        | Shūko Aoyama         | Lesley Kerkhove Bibiane Schoofs               | 7:5, 6:3         |
| 11. | 15. Februar 2020   | Kairo             | ITF W100          | Hartplatz    | Katarzyna Piter      | Arantxa Rus Mayar Sherif                      | 6:4, 6:2         |
| 12. | 21. Mai 2021       | Belgrad           | WTA 250           | Sand         | Nina Stojanović      | Greet Minnen Alison Van Uytvanck              | 6:0, 6:2         |
| 13. | 25. Juni 2022      | Eastbourne        | WTA 500           | Rasen        | Magda Linette        | Ljudmyla Kitschenok Jeļena Ostapenko          | kampflos         |
| 14. | 7. Juni 2024       | Surbiton          | ITF W100          | Rasen        | Emina Bektas         | Sarah Beth Grey Tara Moore                    | 6:1, 6:1         |
| 15. | 21. April 2025     | Rouen             | WTA 250           | Sand (Halle) | Sabrina Santamaria   | Irina Chromatschowa Linda Nosková             | 6:0, 6:4         |

## Abschneiden bei Grand-Slam-Turnieren

### Einzel
| Turnier         | 2011 | 2012 | 2013 | 2014 | 2015 | 2016 | 2017 | 2018 | 2019 | 2020 | 2021 | 2022 | 2023 | 2024 | Karriere |
| --------------- | ---- | ---- | ---- | ---- | ---- | ---- | ---- | ---- | ---- | ---- | ---- | ---- | ---- | ---- | -------- |
| Australian Open | —    | Q3   | Q1   | Q1   | 1    | 1    | Q2   | 1    | 2    | Q1   | Q3   | Q1   | —    | 1    | 2        |
| French Open     | —    | Q1   | Q2   | Q2   | 1    | Q1   | Q3   | 1    | 2    | —    | 1    | 2    | —    | 1    | 2        |
| Wimbledon       | Q1   | —    | —    | Q1   | 3    | 1    | Q3   | 1    | 1    |      | Q2   | 1    | Q1   | —    | 3        |
| US Open         | Q2   | Q2   | 1    | AF   | 1    | 1    | 3    | 3    | 1    | —    | —    | 3    | —    | —    | AF       |

Zeichenerklärung: S = Turniersieg; F, HF, VF, AF = Einzug ins Finale / Halbfinale / Viertelfinale / Achtelfinale; 1, 2, 3 = Ausscheiden in der 1. / 2. / 3. Hauptrunde; Q1, Q2, Q3 = Ausscheiden in der 1. / 2. / 3. Qualifikationsrunde; nicht ausgetragen

### Doppel
| Turnier         | 2015 | 2016 | 2017 | 2018 | 2019 | 2020 | 2021 | 2022 | 2023 | 2024 | 2025 | Karriere |
| --------------- | ---- | ---- | ---- | ---- | ---- | ---- | ---- | ---- | ---- | ---- | ---- | -------- |
| Australian Open | —    | —    | 1    | 2    | 1    | 1    | VF   | 1    | —    | 2    | 1    | VF       |
| French Open     | 1    | AF   | 2    | 2    | 1    | —    | 1    | 1    | —    | 1    | F    | F        |
| Wimbledon       | 1    | AF   | 2    | 1    | 2    |      | VF   | 2    | 1    | 1    | 1    | VF       |
| US Open         | AF   | 1    | 1    | 1    | 2    | —    | 2    | 1    | —    | —    |      | AF       |

### Mixed
| Turnier         | 2022 | Karriere |
| --------------- | ---- | -------- |
| Australian Open | 1    | 1        |
| French Open     | —    | —        |
| Wimbledon       | AF   | AF       |
| US Open         | —    | —        |

## Persönliches
Ihre Eltern, Bratislav und Ivana Krunić, sind von Serbien nach Russland ausgewandert. Aleksandra Krunić, die eine Schwester namens Anastasia hat, lebt in ihrer Geburtsstadt Moskau und spricht Serbisch, Russisch und Englisch.

## Auszeichnungen
- 2007: Tennis Europe, 2. Platz in der Kategorie U14-Spielerin des Jahres[5][6]
- 2012: Serbische Fed-Cup-Mannschaft, Mannschaft des Jahres in Serbien